# Sean Astin
Sean Michael Astin (Santa Mónica, California; 25 de febrero de 1971) es un actor, director y productor estadounidense, nominado al Óscar por su cortometraje Kangaroo Court, y mundialmente conocido por su papel de Michael "Mikey" Walsh en la película Los Goonies y por su papel de Samsagaz Gamyi en la trilogía cinematográfica de El Señor de los Anillos. Es hijo adoptivo del actor John Astin.

## Biografía
Se considera hijo de los actores Patty Duke y John Astin. Aunque su madre afirmó en su autobiografía de 1987 que John Astin era el padre biológico de Sean, más tarde declaró que estaba convencida de que era en realidad Desi Arnaz Jr. hasta que, finalmente, una prueba de paternidad realizada en 1994 demostró que el padre biológico de Sean era el segundo marido de Duke, Michael Tell, un escritor estadounidense con el que estuvo casada 13 días. Sin embargo Sean siempre ha declarado que, para él, John Astin es su único y verdadero padre. En 1973 nació su hermano Mackenzie Astin, quien trabajó como actor, director, productor y actor en Los hechos de la vida (1979).

## Carrera como actor
Astin interpretó su primer papel como actor en 1981, en una película para televisión titulada Please Don't Hit Me, Mom, en la que interpretó a un niño con una madre que abusaba de él (interpretado por su madre en la vida real Patty Duke). A los trece años, debutó para la pantalla grande como Mickey en Los Goonies (1985). Después de Los Goonies, Astin apareció en varias películas más, incluyendo el telefilme de The Walt Disney Company The B. R. A. T. Patrol, con Nia Long, Thomerson Tim y Brian Keith, Like Father Like Son (1987), White Water Summer con Kevin Bacon (1987), La guerra de los Rose (1989), y la película sobre la Segunda Guerra Mundial Memphis Belle (1990), Operación: soldados de juguete (1991), El hombre de California (1992), y el biopic de un futbolista universitario Rudy (1993).
En 1994, Astin dirigió y coprodujo con su esposa Christine Astin el cortometraje Kangaroo Court, que recibió una nominación al Óscar al mejor cortometraje. Astin continuó apareciendo en películas durante todo el decenio de 1990, entre ellos el telefilme de ciencia ficción para Showtime Harrison Bergeron (1995), la película sobre la Guerra del Golfo Courage Under Fire (1996), y la sátira política de Warren Beatty Bulworth (1998).

### Sam enEl Señor de los Anillos
Uno de sus papeles más importantes fue como el fiel y leal amigo de Frodo, el hobbit Samsagaz Gamyi, en la trilogía de El Señor de los Anillos (2001-2003). Entre los numerosos premios otorgados a la trilogía, en particular a su última entrega El retorno del Rey (ganadora de once premios de la Academia, incluyendo el de mejor película), Astin recibió muchas nominaciones y premios por su propia actuación, llevándose a casa el Premio Saturn al mejor actor de reparto y los de Las Vegas Film Critics Society, los Seattle Film Critics, la Utah Film Critics Society y la Phoenix Film Critics Society. Él y otros miembros del elenco se hicieron muy amigos durante la filmación, especialmente de Elijah Wood.
Se puede ver a la hija mayor de Astin, Alexandra, en El retorno del Rey, interpretando a su hija en la ficción, Elanor Gamyi, que se dirige hacia él cuando regresa de decir adiós a Frodo, Bilbo y Gandalf en los Puertos Grises.
Mientras trabajaba en El Señor de los Anillos, Astin convenció a varios compañeros de reparto y miembros de la producción, incluido el director Peter Jackson, para que le ayudaran a hacer su segundo cortometraje, The Long and Short of It. La película, que se desarrolla en una calle de Wellington, se estrenó en el Festival de Cine de Sundance de 2003 y aparece como extra en el DVD de El Señor de los Anillos: las dos torres.

## Filmografía
- Love Hurts (2025) - Cliff Cussick
- Hard Miles (2024) - Speedy[3]
- Holiday Twist (2023) - Mr. Whitmer[4]
- The Shift (2023) - Gabriel
- En un mundo de hombres (Charming the Hearts of Men), película, (2020)
- Brooklyn Nine-Nine (2019) (serie de televisión)
- No Good Nick (2019)
- The Big Bang Theory (2019) (serie de televisión)
- Gloria Bell (2018) - Jeremy[5]
- The Epic Tales of Captain Underpants (2018) (serie de televisión) - Narrador y Teachertron
- Stranger Things (2017; 2019) (serie de televisión) - Bob Newby
- Jaque mate (2015) - Dyson
- Woodlawn (2015) - Hank Erwin
- El poder de la cruz (2015)
- Moms' Night Out (2014)[6][7]
- The Strain (2014) (serie de televisión) - Jim Kent
- Justice League War (2014) - voz de Shazam (Capitán Marvel)
- Misión secreta: Extraction (2013) como Kyle Black
- The Freemason (2013) como Leon Weed
- Alphas (2012) (serie de televisión)
- Adopción fatal (2012)
- Teenage Mutant Ninja Turtles (2012-presente) (serie de televisión) - Voz de Rafael
- Stay Cool (2009)
- Special Agent Oso (2009) - Voz de Oso
- The Colour of Magic (2008)
- Forever Strong (2008)
- Ley y Orden Pasteur Hensley (2008) [T18E13] (serie de televisión)
- Borderland (2007)
- Me llamo Earl (2007) [T2E22] (serie de televisión) - Rick
- Click (2006)
- Astérix y los vikingos (2006)
- 24 (2006) (serie de televisión)
- Into the West (2005)
- Bigger Than the Sky (2005)
- Smile (2005)
- Slipstream (2005)
- Hércules: sus viajes legendarios Hercules: The Legendary Journeys (2005) (serie de televisión)
- Mark Twain's Greatest Adventure: It's a Matter of Time (2004)
- Como si fuera la primera vez (2004)
- Party Wagon (2004)
- Love me Tender Elvis Has Left the Building (2004)
- Balto III: rescate del avión perdido (2004)
- 50 primeras citas 50 First Dates (2004)
- El Señor de los Anillos: el retorno del Rey The Lord of the Rings: The Return of the King (2003)
- El Señor de los Anillos: las dos torres The Lord of the Rings: The Two Towers (2002)
- Jeremiah (2002-2004)
- El Señor de los Anillos: la Comunidad del Anillo The Lord of the Rings: The Fellowship of the Ring (2001)
- Hermandad en la trinchera Band of Brother (2001) Serie
- El último productor The Last Producer (2000)
- Amenaza nuclear Deterrence (1999)
- Enróllatela como puedas Kimberly (1999)
- Bulworth (1998)
- Boy Meets Girl (1998)
- En honor a la verdad Courage Under Fire (1996)
- La Tercera Revolución Harrison Bergeron (1995)
- Teresa's Tatto (1994)
- Tensa espera Safe Passage (1994)
- Rudy (1993)
- El hombre de California Encino Man (1992)
- The Willies (1991)
- Operación: soldados de juguete Toy Soldiers (1991)
- Memphis Belle (1990)
- La guerra de los Rose The War of the Roses (1989)
- Aguas peligrosas White Water Summer (1987)
- De tal palo, tal astilla Like Father, Like Son (1987)
- La patrulla de los líos The B.R.AT. Patrol (1986)

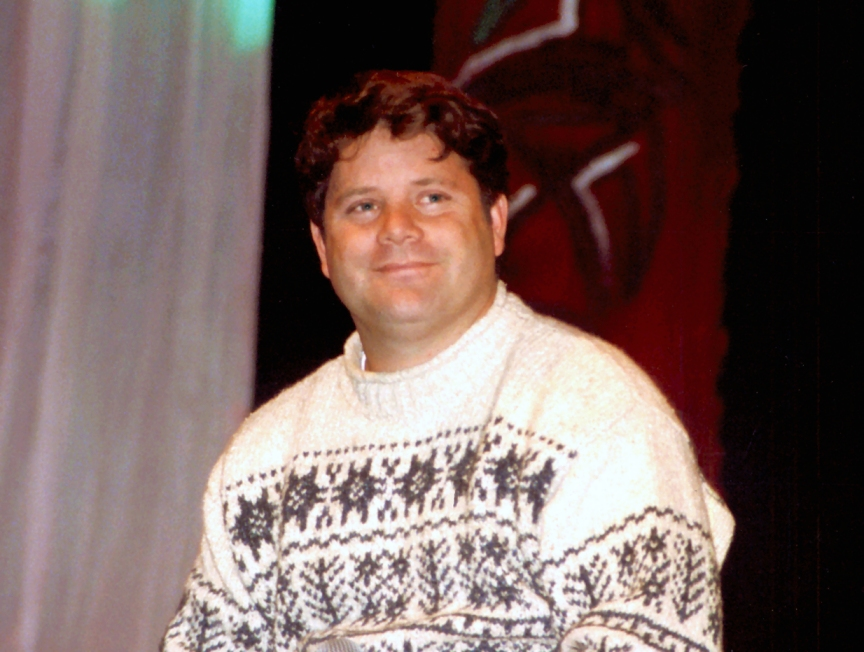
Sean Astin en Fulda, Alemania, 2006.

- Los Goonies The Goonies (1985)

## Curiosidades
- En el videojuego Kingdom Hearts para PlayStation 2 presta su voz a Hércules.
- Es fan de la banda mexicana Plastilina Mosh.
- En la película 50 primeras citas, su padre le dice «Calla, maldito hobbit».
- Completó el Ironman de Kona (Hawái) en 2015.

## Premios y distinciones
Premios Óscar
| Año  | Categoría          | Película       | Resultado |
| ---- | ------------------ | -------------- | --------- |
| 1995 | Mejor cortometraje | Kangaroo Court | Nominado  |

Premios del Sindicato de Actores
| Año  | Categoría     | Película                                         | Resultado |
| ---- | ------------- | ------------------------------------------------ | --------- |
| 2001 | Mejor reparto | El Señor de los Anillos: la Comunidad del Anillo | Ganador   |
| 2002 | Mejor reparto | El Señor de los Anillos: las dos torres          | Ganador   |
| 2003 | Mejor reparto | El Señor de los Anillos: el retorno del Rey      | Ganador   |

Premios Young Artist
| Año  | Categoría                                    | Película         | Resultado |
| ---- | -------------------------------------------- | ---------------- | --------- |
| 1985 | Premio Young Artist al Actor Principal Joven | Los Goonies      | Ganador   |
| 1989 | Premio Young Artist al Actor Principal Joven | Staying Together | Ganador   |